# Xã Fall Creek, Quận Madison, Indiana
Xã Fall Creek (tiếng Anh: Fall Creek Township) là một xã thuộc quận Madison, tiểu bang Indiana, Hoa Kỳ. Năm 2010, dân số của xã này là 14.695 người.